# Robert Prem
Robert Prem (* 12. Juni 1957 in München) ist ein deutscher Behindertensportler. Sein größter Erfolg war der Sieg im Segelwettbewerb im Dreier Kielboot bei den Sommer-Paralympics 2008.

## Leben
Robert Prem wurde in München geboren. Er spielte in Jugendmannschaften des FC Bayern München Fußball. 1980 zog er nach Wien und arbeitete in einer Diskothek. Zwei Jahre später zog er nach Berlin um und besuchte eine private Schauspielschule. In der folgenden Zeit arbeitete er in Kneipen, einem Restaurant und einem Weinladen.
Am 11. Juli 1991 stürzte er aus dem Fenster, als er nachts versucht hatte, das Oberlicht zu öffnen. Infolge dieses Unfalls ist er querschnittsgelähmt. Seinen Arbeitsplatz verlor er durch Insolvenz des Weinladens, und den Wunsch, Schauspieler zu werden, gab er während des Krankenhausaufenthalts nach dem Unfall auf. Nach neun Monaten im Krankenhaus klammerte er sich an jede Hoffnung, die angeboten wurde, um die Lähmung zu überwinden oder die Symptome zu lindern, und probierte alle Möglichkeiten einschließlich Qigong, Akupunktur, Schamanismus und einer Urinkur.
2002 wurde ihm eine Umschulung zum Bürokaufmann bewilligt, und er arbeitet seitdem im Sekretariat einer Schule. Während der Umschulung lernte er einen ebenfalls behinderten Segler kennen, der ihn mit zum Training nahm. Seitdem betreibt er diesen Sport. Daneben spielt er Rollstuhlbadminton.
Im Segeln startet er für den Yachtclub Berlin-Grünau.
2012 wurde er mit dem Silbernen Lorbeerblatt für seine Erfolge geehrt.

## Erfolge
Seit den Sommer-Paralympics 2000 ist im Segeln das Dreier Kielboot der Bootsklasse Sonar ein Wettbewerb. Bei den Paralympischen Spielen in Peking 2008 gewann Prem im Team mit Jens Kroker und Siegmund Mainka die Goldmedaille und vier Jahre später im selben Team in London die Silbermedaille.
Mit seinem Team bereitet er sich zurzeit auf die Paralympischen Sommerspiele 2016 in Rio de Janeiro vor, bei denen nach der momentanen Planung letztmals Wettkämpfe im Segeln ausgetragen werden.